# Serenata Suburbana
Serenata Suburbana é uma guarânia composta por Capiba em 1955.
Gravada inicialmente no ritmo de valsa por Orlando Correia, não logrou sucesso. Em 1959, Paulo Molin a gravou no ritmo de guarânia, ritmo que a consagraria.

## Letra e música
Em ritmo de guarânia, em acordes simples, cheio de melismas, iniciava assim:

Levo a vida em serena...a ta,

Somente a canta...a...ar...

## Sucesso
Depois do sucesso com Paulo Molin, a partir de 1960 Serenata Suburbana foi gravada também por..
- Dalva de Andrade[3]
- Alcides Gerardi[2]
- Carmen Silva[4]
- Maurício Reis[5]
- Antônio Nóbrega[6]
- Geraldo Maia[nota 1]
- Ney Matogrosso[8]
- Agostinho dos Santos[9]
- José Ricardo[nota 2]
- Elymar Santos[11]

Outros cantores e conjuntos musicais continuaram no sucesso, gravando a guarânia.

## Internacional
Aristides Valdez traduziu sua letra para o espanhol, tornando-a internacional.